# Dorpskerk (Surhuisterveen)
De Dorpskerk (Fries: Doarpstsjerke) is een kerkgebouw in Surhuisterveen in de Nederlandse provincie Friesland. De kerk is in gebruik bij de Protestantse gemeente Surhuisterveen-Boelenslaan.

## Beschrijving
De zaalkerk heeft een driezijdig gesloten koor. Volgens de gevelsteen boven de ingang is de eerste steen gelegd op 3 juni 1685 door de zoon van grietman Isaäc de Schepper. De torenspits op de houten geveltoren is in 1726 aangebracht. In 1943 is de oorspronkelijke klok door de Duitse bezetter gevorderd. De preekstoel dateert uit de 17e eeuw. Het orgel uit 1982 is gemaakt door Bakker & Timmenga. De kerk is een rijksmonument.

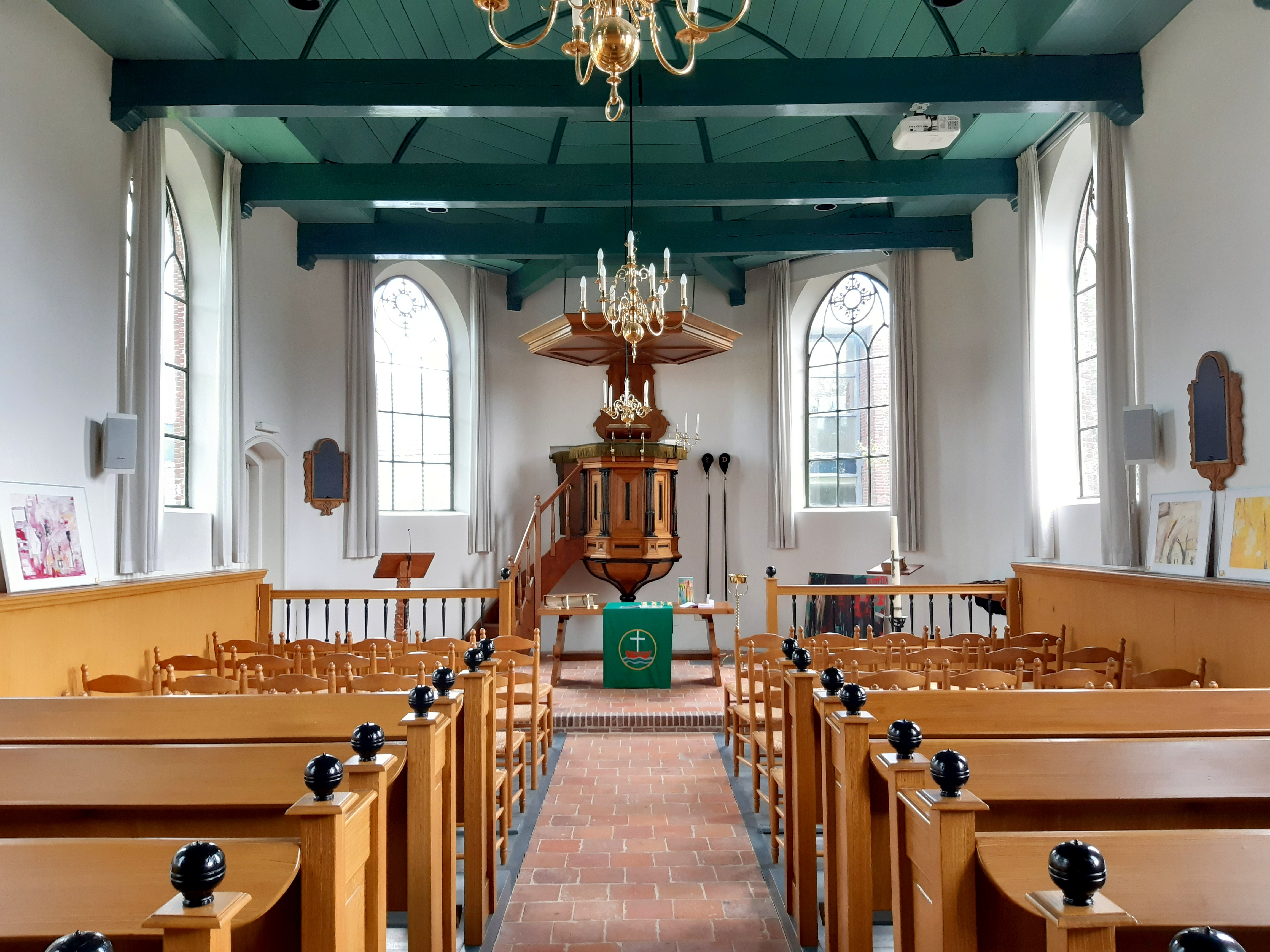
Interieur met preekstoel (2019)
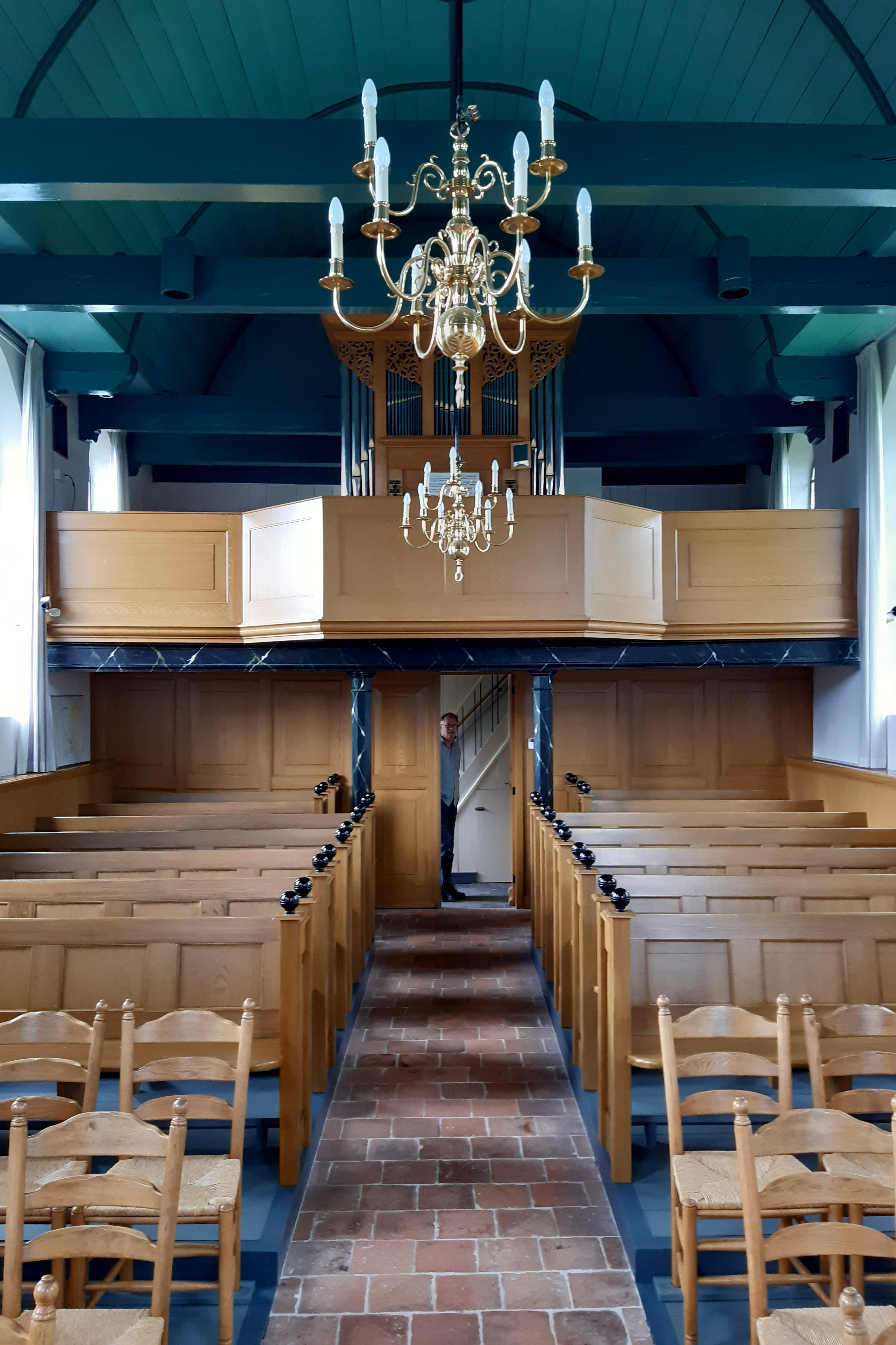
Interieur met orgel
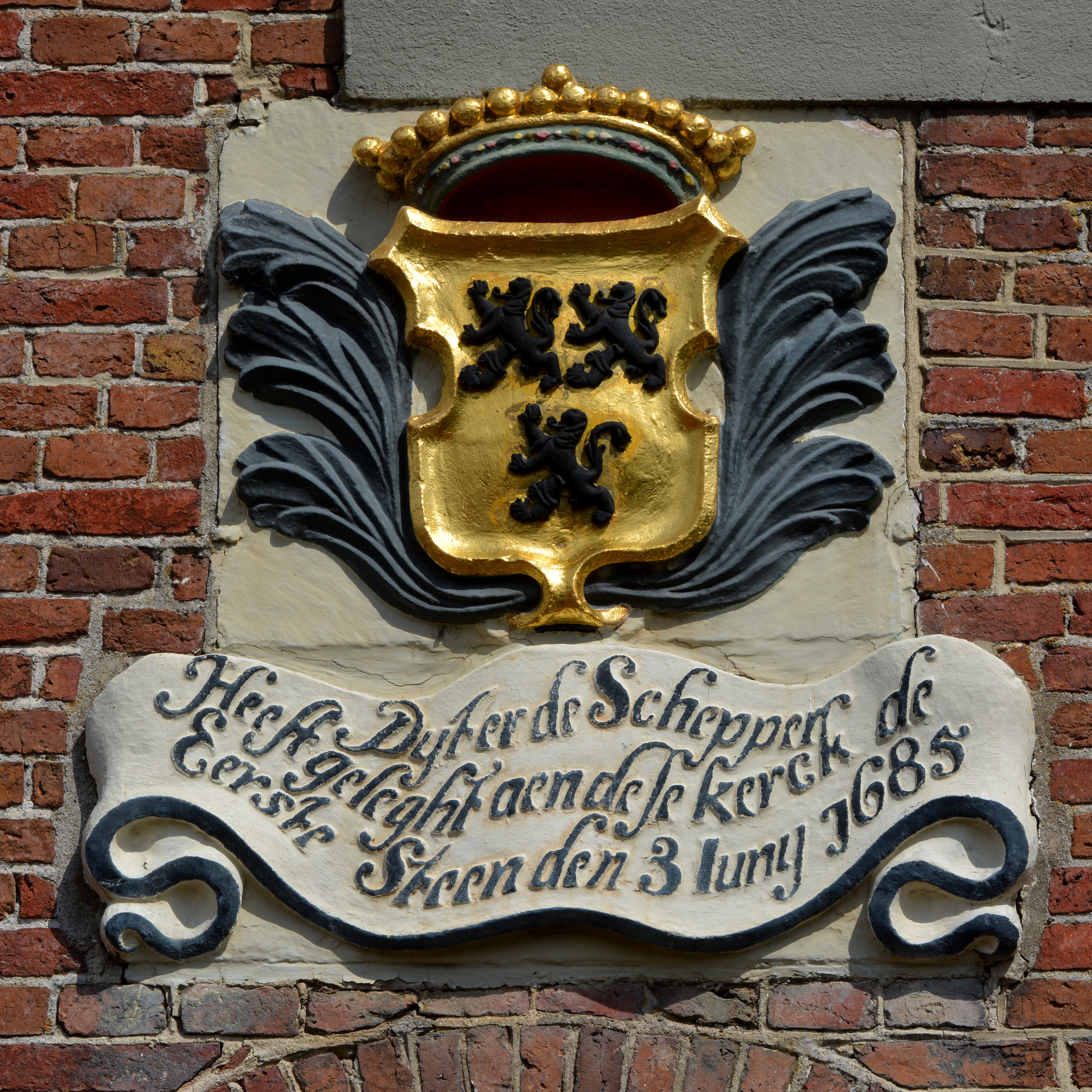
Gevelsteen